# Reichenbach (Hessisch Lichtenau)
Reichenbach ist ein Stadtteil von Hessisch Lichtenau im nordhessischen Werra-Meißner-Kreis.

## Geographische Lage
Reichenbach liegt rund 5,5 km südöstlich des Zentrums der Kernstadt von Hessisch Lichtenau am Nordfuß des Eisbergs (583 m ü. NN), dem höchsten Berg des Stölzinger Gebirges, und südöstlich des Schlossbergs (522,3 m ü. NN), auf dem sich die Burgruine Reichenbach befindet. Durchflossen wird es vom Oberlauf des Vockebachs. Etwa 1,5 km südöstlich des Dorfs liegen die Großen Steine.

## Geschichte
Eine erste urkundliche Erwähnung ist für 1089 belegt, das Gebiet um die Burg war aber bereits viel früher in römischer Zeit besiedelt. Burg und Ort liegen direkt an der Franzosenstraße des Mittelalters. Belegbare Wüstungen sind: Deinebach, Eppenrode, Gerolderode und Schlicher, Habichsgeren, Lindau, Mesche, Ruine Reichenbach, Suckenrode, Ober- und Nieder-Weißbach und Breitenrode, wobei die Burg als einziges Bauwerk noch sichtbar erhalten ist. Die Burg war seinerzeit auch die Keimzelle für die Gründung von Hessisch Lichtenau. Reichenbach war bis 1490 Sitz des gleichnamigen Amtes und Gerichtes. Dieses wurde dann in die neue Stadt verlegt, wodurch das Amt seitdem „Amt Lichtenau“ hieß.
Die Grafen von Ziegenhain verzichten 1233 mit der Burg Reichenbach auch auf den Ort Reichenbach. 1261 haben die Spangenberger Besitz zu Reichenbach. Eckehard von Felsberg gesteht 1383 dem Landgraf Hermann II. auf seinen Vorwerken und Gütern im Gericht Reichenbach die gleichen Rechte zu, wie auf anderen Vorwerken. 1410 verkauft Beyger Meisenbug dem Landgraf Hermann II. sein Holz vor dem Hagen zu Reichenbach. Vor 1456 erkennt das Kloster Kaufungen Ansprüche des Kraft von Felsberg auf Güter im Gericht Reichenbach nicht an. Kraft von Felsberg verzichtet 1471 auf Güter im Gericht Reichenbach. 1519 erhält Graf Adam von Belebungen vom Landgraf Philipp I. einen Zins unter anderem aus Amt und Ort Reichenbach verschrieben. 1553 wird Reichenbach landgräfliches Dorf. 1575/85 ist Reichenbach plessisches Lehen derer von Hundelshausen.
Im Jahr 1640 verbrannte ein Großteil des Ortes. Von 63 Familien blieben nur 15 übrig. Der nächste große Brand war dann im Siebenjährigen Krieg.
Der Ortsname Reichenbach hatte in seiner Geschichte verschiedenste Schreibweisen, unter anderem Richenbach im Jahre 1089, 1209 Richebach und 1436 Rychenbach.
Nach der etwas außerhalb des Ortes liegenden Burg nannten sich die Grafen von Reichenbach. Diese stifteten auch die Klosterkirche Reichenbach und das Kloster, verschenkten es aber in den Jahren 1207/11 an den Deutschen Orden.
Heute gehören zum Kirchspiel die Dörfer Wickersrode, Hopfelde und Hollstein.
Schon in den Jahren 1569 war Reichenbach mit Hollstein, Hopfelde und Wickersrode ein Kirchspiel. Von 1585 bis 1613 gehörte auch Wollstein dazu. 1780 wurde der Hof Glimmerode zu Reichenbach eingepfarrt, 1872 Weißmühle.
Der Sitz des Pfarrers ist Reichenbach.
Zum 1. April 1972 wurde im Zuge der Gebietsreform in Hessen die bis dahin selbständige Gemeinde auf freiwilliger Basis in die Stadt Hessisch Lichtenau eingemeindet. Für die eingegliederten neun Stadtteile sowie die Kernstadt wurde jeweils ein Ortsbezirk mit Ortsbeirat und Ortsvorsteher eingerichtet.

## Bevölkerung
Einwohnerstruktur 2011
Nach den Erhebungen des Zensus 2011 lebten am Stichtag, dem 9. Mai 2011, in Reichenbach 249 Einwohner. Darunter waren 3 (1,2 %) Ausländer.
Nach dem Lebensalter waren 24 Einwohner unter 18 Jahren, 93 zwischen 18 und 49, 69 zwischen 50 und 64 und 63 Einwohner waren älter.
Die Einwohner lebten in 111 Haushalten. Davon waren 33 Singlehaushalte, 36 Paare ohne Kinder und 33 Paare mit Kindern, sowie 9 Alleinerziehende und keine Wohngemeinschaften. In 27 Haushalten lebten ausschließlich Senioren und in 66 Haushaltungen lebten keine Senioren.
Einwohnerentwicklung
| Quelle: Historisches Ortslexikon |                                                                   |
| • 1539:                          | 28 Männer und Feuerstellen                                        |
| • 1575:                          | 38 Hausgesesse                                                    |
| • 1585:                          | 38 Hausgesesse                                                    |
| • 1639:                          | 15 Einwohner                                                      |
| • 1681:                          | 31 Hausgesesse                                                    |
| • 1747:                          | 40 Mannschaften mit 54 Feuerstellen                               |
| • 1961:                          | 317 evangelische (= 95,20 %), 12 katholische (= 3,60 %) Einwohner |

| Reichenbach: Einwohnerzahlen von 1834 bis 2020 | Reichenbach: Einwohnerzahlen von 1834 bis 2020 | Reichenbach: Einwohnerzahlen von 1834 bis 2020 | Reichenbach: Einwohnerzahlen von 1834 bis 2020 | Reichenbach: Einwohnerzahlen von 1834 bis 2020 |
| --- | ---------------------------------------------- | ---------------------------------------------- | ---------------------------------------------- | ---------------------------------------------- |
| Jahr |                                                |                                                |                                                | Einwohner                                      |
| 1834 | 1834                                           |                                                | 475                                            | 475                                            |
| 1840 | 1840                                           |                                                | 535                                            | 535                                            |
| 1846 | 1846                                           |                                                | 507                                            | 507                                            |
| 1852 | 1852                                           |                                                | 481                                            | 481                                            |
| 1858 | 1858                                           |                                                | 470                                            | 470                                            |
| 1864 | 1864                                           |                                                | 500                                            | 500                                            |
| 1871 | 1871                                           |                                                | 425                                            | 425                                            |
| 1875 | 1875                                           |                                                | 447                                            | 447                                            |
| 1885 | 1885                                           |                                                | 392                                            | 392                                            |
| 1895 | 1895                                           |                                                | 360                                            | 360                                            |
| 1905 | 1905                                           |                                                | 370                                            | 370                                            |
| 1910 | 1910                                           |                                                | 357                                            | 357                                            |
| 1925 | 1925                                           |                                                | 376                                            | 376                                            |
| 1939 | 1939                                           |                                                | 340                                            | 340                                            |
| 1946 | 1946                                           |                                                | 441                                            | 441                                            |
| 1950 | 1950                                           |                                                | 409                                            | 409                                            |
| 1956 | 1956                                           |                                                | 335                                            | 335                                            |
| 1961 | 1961                                           |                                                | 333                                            | 333                                            |
| 1967 | 1967                                           |                                                | 323                                            | 323                                            |
| 1970 | 1970                                           |                                                | 325                                            | 325                                            |
| 1980 | 1980                                           |                                                | ?                                              | ?                                              |
| 1990 | 1990                                           |                                                | ?                                              | ?                                              |
| 2000 | 2000                                           |                                                | ?                                              | ?                                              |
| 2011 | 2011                                           |                                                | 249                                            | 249                                            |
| 2020 | 2020                                           |                                                | 231                                            | 231                                            |
| Datenquelle: Historisches Gemeindeverzeichnis für Hessen: Die Bevölkerung der Gemeinden 1834 bis 1967. Wiesbaden: Hessisches Statistisches Landesamt, 1968. Weitere Quellen: LAGIS; Zensus 2011 |                                                |                                                |                                                |                                                |

Berufsgliederung 1724
- 2 Amtspersonen, 53 Leinweber, 2 Schmiede, ein Schreiner, ein Schneider, 5 Tagelöhner, ein Hirte[1]

## Politik
Für Reichenbach besteht ein Ortsbezirk (Gebiete der ehemaligen Gemeinde Reichenbach) mit Ortsbeirat und Ortsvorsteher nach der Hessischen Gemeindeordnung.
Der Ortsbeirat besteht aus fünf Mitgliedern. Bei den Kommunalwahlen in Hessen 2021 betrug die Wahlbeteiligung zum Ortsbeirat 65,64 %. Alle Kandidaten gehörten der „Gemeinschaftsliste Reichenbach“ an. Der Ortsbeirat wählte Kai Ludolph zum Ortsvorsteher.

## Sehenswürdigkeiten
Die Großen Steine sind eine Gruppe von Dolomitfelsen. In der direkten Nachbarschaft befindet sich ein Ferienhaus des Kreisjugendringes.
Die ehemalige Klosterkirche mit den von Vorgängerbauten aus der Zeit des 9. Jahrhunderts stammenden, sichtbaren Fundamenten.
Die Burg ist heute eine Ruine; es steht nur noch ein Turm, dieser dient als Aussichtspunkt.

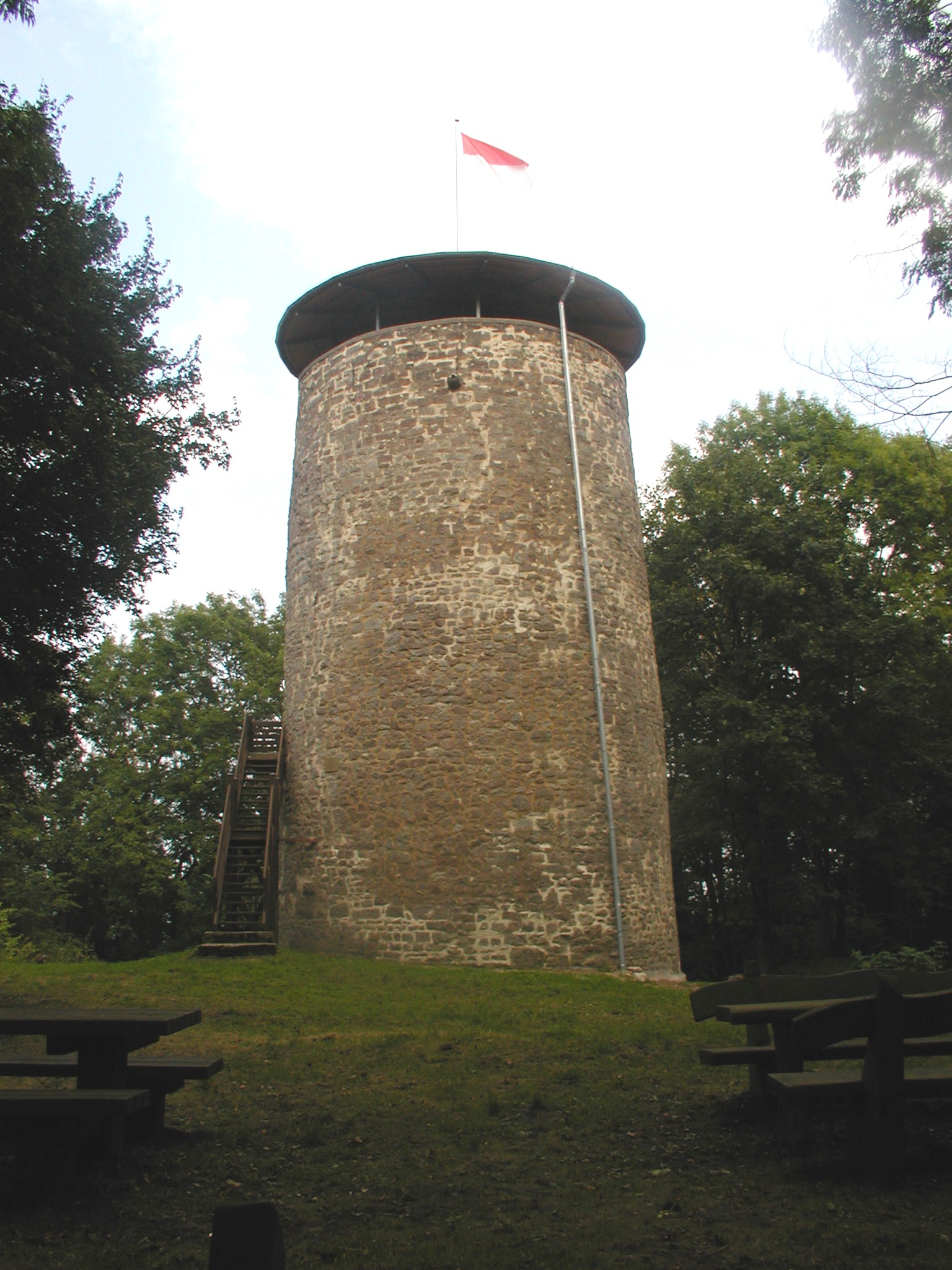
Burg Reichenbach
Informationstafel
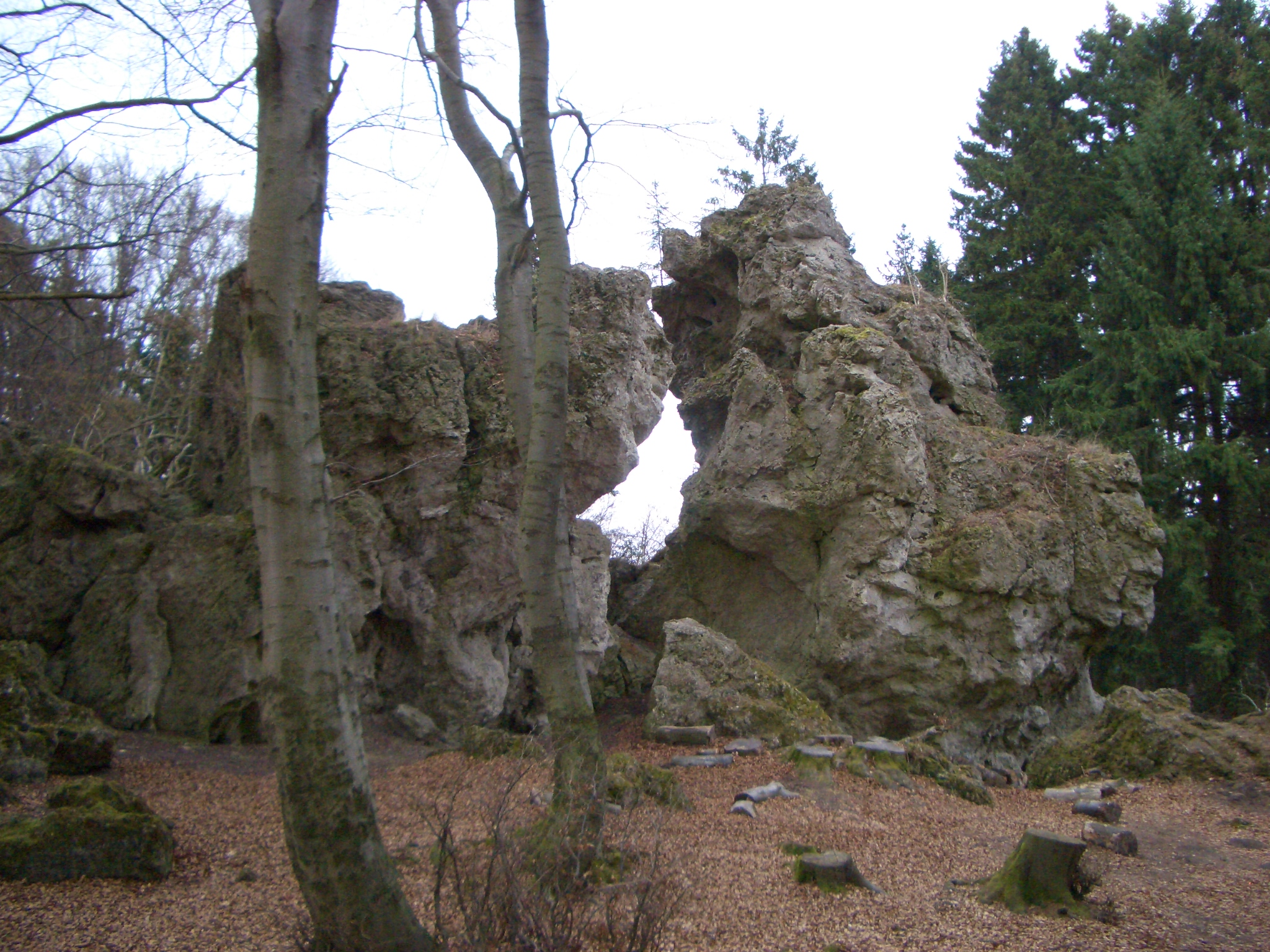
Große Steine
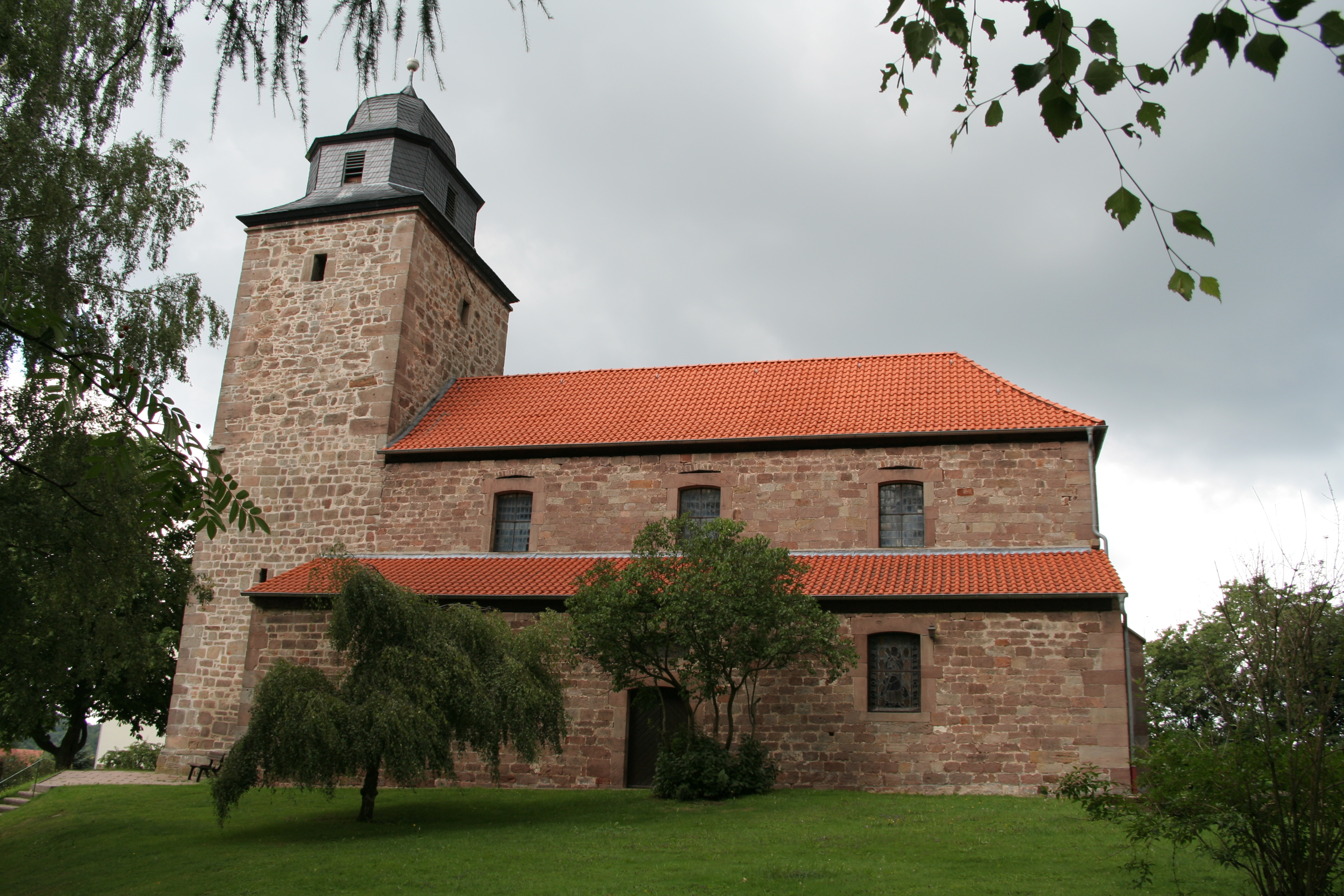
Klosterkirche in Reichenbach